# Helleborus multifidus
Helleborus multifidus là một loài thực vật có hoa trong họ Mao lương. Loài này được Vis. mô tả khoa học đầu tiên năm 1829.